# Franklin County, Arkansas
Franklin County är ett administrativt område i delstaten Arkansas, USA. År 2010 hade countyt 18 125 invånare. Ozark och Charleston är administrativa huvudorter (county seat). 

## Geografi
Enligt United States Census Bureau så har countyt en total area på 1 605 km². 1 579 km² av den arean är land och 26 km² är vatten.

### Angränsande countyn
- Madison County - nord
- Johnson County - öst
- Logan County - sydöst
- Sebastian County - sydväst
- Crawford County - väst